# Dolmen im Cava dei Servi

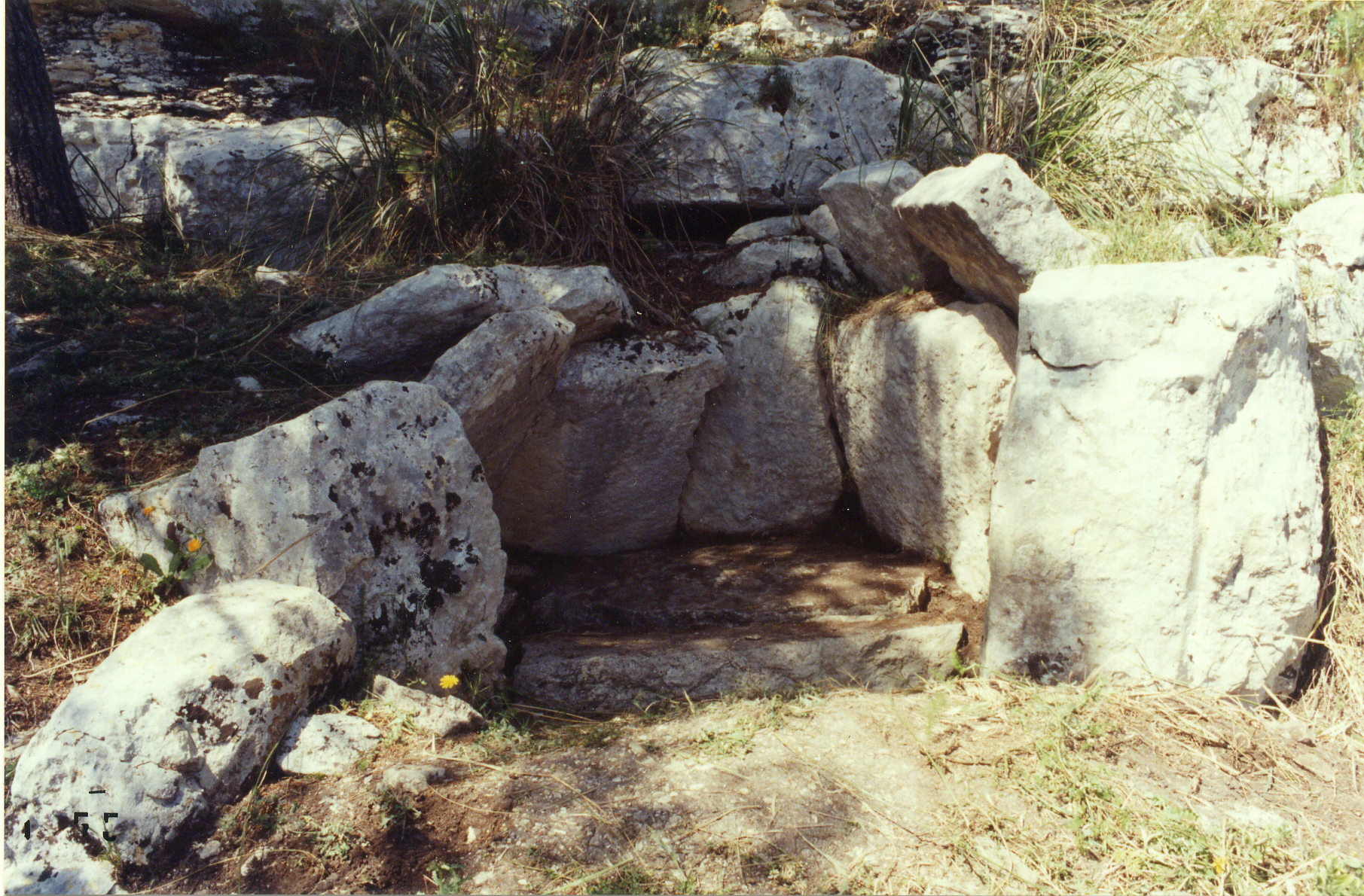
Cava dei Servi

Der Dolmen im Cava dei Servi (deutsch: Grube der Diener) liegt auf dem Hügel Cozzo Croce in den Monti Iblei nordöstlich von Ragusa im gleichnamigen Freien Gemeindekonsortium im Südosten von Sizilien.

## Beschreibung
Das Wasser hat steile, tiefe Schluchten in das Territorium um Ragusa und Syrakus geschnitten. In der Cava dei Servi hat die Depression es schwierig gemacht, eine kleine Landspitze zu erreichen. Dieser Buckel war seit der frühen Bronzezeit (etwa 2200–1500 v. Chr.) Platz menschlicher Siedlungen. Der halbovale Dolmen wird durch Platten gebildet, die im Boden verankert sind. Zwei große Felsblöcke im Zugangsbereich vollenden den Aufbau.
Die vier aufrechten Steine, die das Oval bilden, sind mehr oder weniger gleichförmig. Oberhalb finden sich Reste einer in den Hang verstürzten Lage, die evtl. eine überkragende Schicht gebildet hat, auf der die Deckenplatte auflag. In der Kammer liegt eine große, in vier Teile zerbrochene Kalksteinplatte, die der Deckstein der Megalithanlage gewesen zu sein scheint. Der Aufbau ist ungefähr 3,0 m² groß und in den Hang des Hügels gebaut.
Der Dolmen besteht aus vier unbearbeiteten 22–28 cm starken Kalksteinquadern. Der Zugang liegt im Nordosten und folgt damit Orientierung anderer sizilianischer Dolmen.

## Kontext
Die sieben Dolmen Siziliens fanden früh das Interesse der italienischen Gelehrten, ohne international Aufmerksamkeit zu erreichen. Ihr Hauptverbreitungsgebiet liegt im Südosten der Insel, während der Westteil zwischen Termini Imerese und Sciacca nur zwei Megalithanlagen aufweist.